# Silvia Šuvadová
Silvia Šuvadová (* 4. dubna 1973 Ružomberok) je slovenská herečka a spiritualistka.
Absolvovala studium herectví na Vysoké škole múzických umění v Bratislavě; po studiu působila jako herečka ve svobodném povolání. Hostovala na více divadelních scénách, v Divadle Astorka Korzo '90, nitranském Divadle Andreje Bagara, zvolenském Divadle Jozefa Gregora Tajovského a v Činohře SND.
Moderovala, natáčela reklamy, hrála v televizních inscenacích i ve filmu; roku 2002 odcestovala do kalifornského Los Angeles, kde se snažila herecky prosadit. Účinkovala v několika menších rolí a reklamních kampaních. Na Slovensku založila online spirituální školu.

## Výběr filmografie
- 1994 – Na krásnom modrom Dunaji (Kamila)
- 1996 – Kolja (Blanka)
- 2001 – Melting Glass (Katka)
- 2004 – Puppet Master vs. Demonic Toys (TV), r. Ted Nicolau, USA (seržantka Jessica Russel)
- 2005 – From the Outside In (Snowflake), USA
- 2006 – Lords of the Underworld (Savannah)
- 2006 – Rychle a zběsile: Tokijská jízda (ruská modelka)
- 2008 – Ďáblova lest (trojdílný TV film) (Dr. Bérová)
- 2009 – Rychlí a zběsilí